# Banatski Despotovac

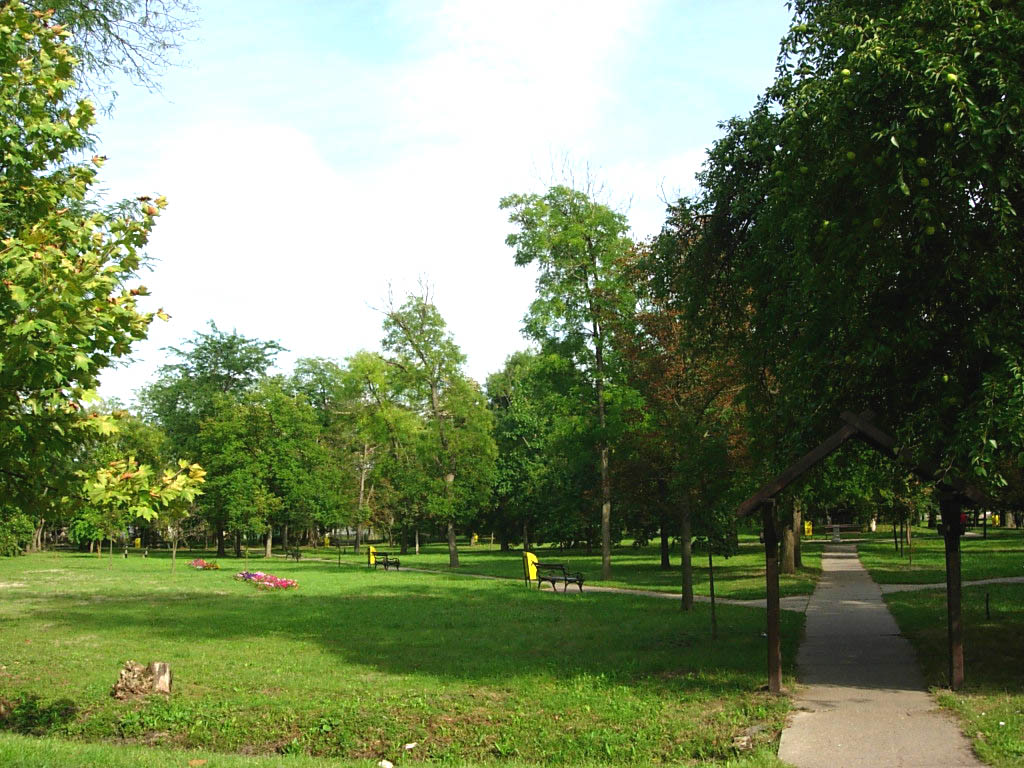
Park im Dorfzentrum

Banatski Despotovac (kyrillisch Банатски Деспотовац, ungarisch Ernőháza, deutsch Ernsthausen) ist ein Ort im serbischen Banat, etwa 20 km östlich von Zrenjanin, 98 km nördlich von Belgrad. Er hat rund anderthalb Tausend Einwohner.

## Geschichte
Es wurde 1822 als donauschwäbische Siedlung gegründet.
Die Volkszählung 1930 ergab eine Bevölkerung von 2421 Menschen.
Die Ortsgründung begann mit dem „Ansiedlungsvertrag“ vom 15. September 1821. Zur Zeit der Ortsgründung war der Grundeigentümer Feldmarschalleutnant Ernest Kiss de Elemer und Itebe.
Die Ansiedler waren ausschließlich römisch-katholischen Glaubens und deutschsprachig. 1844 wurde von den Ansiedlern ein großes Schulhaus gebaut, das bis 1944 genutzt wurde. Am 16. Oktober 1849 wurde Ernest Kiss in Arad erschossen. Nach Bezahlung der ersten Ablösesumme, im Jahr 1860, ging der Grund und Boden, vertragsmäßig ins Eigentum der Ansiedler. Am 8. Dezember 1888 wurde die im gotischen Stil erbaute Kirche eingeweiht. Sie wurde nach 1945 – nach der Vertreibung der Donauschwaben infolge der AVNOJ-Beschlüsse – abgerissen. Laut der Volkszählung 1991 gab es in Banatski Despotovac 1.823 Einwohner.

## Religion
Seit 2012 wird im Zentrum von Banatski Despotovac am Trg Dušana Ćubića (Dušan-Ćubić-Platz), die Serbisch-orthodoxe Kirche Hl. Despot Stefan Lazarević erbaut. Die im Bau befindliche Filialkirche gehört zur Pfarrei Sutjeska im Dekanat Sečanj der Eparchie Banat der Serbisch-orthodoxen Kirche.

## Persönlichkeiten
- Wilhelm Keilbach, 1908–1982, deutscher römisch-katholischer Theologe und Religionspsychologe